# 春風泡泡
春風寶寶（日语：／ Harukaze Poppu），是日本動畫『小魔女DoReMi』中的架空角色之一，隸屬魔法堂(MAHO堂)的其中一名「小麻煩魔女」，日本配音員為石毛佐和(第一部第27話為詩乃優花)，中文版配音員為雷碧文。

## 個人設定
1994年（平成6年） 9月9日出生，處女座，血型AB型，撇除小花的話是魔法堂之前是所有魔女見習生中年紀最小的。
父親是編寫釣魚相關的作家春風溪介，母親是家庭主婦，姊姊是本作主角兼同為魔女見習生的前輩春風DoReMi，祖父是春風雄介，祖母是春風陸。
初登場時就讀小奏鳴曲幼稚園中班⇒大班，畢業後進入美空市立美空第一小學就讀，就讀班級為1年1班⇒2年1班，之後在五年級時成為關老師班上的學生，繼續於同校就讀至畢業，之後考上卡蓮女子學院音樂科（鋼琴專攻），以成為職業鋼琴家為目標努力著。
見習生服裝顏色為紅色，作為隨從的精靈為「發發」，波龍的音色為喇叭音調，使用魔法的咒語為「皮皮多 噗力多 噗力當貝貝魯多」，魔幻舞台咒語為「皮皮多 噗力多 活潑舒暢」，但使用次數極少。
名稱取自流行音樂的英文POP。

## 成為魔女見習生
五歲時因為發現了自己的姊姊DoReMi和其兩位友人初貴及愛子施放魔法，為了避免三人變成魔女青蛙，所以成為了魔女見習生，開始了魔女的修行，第二部開始後被魔法堂的小魔女們視為妹妹照顧。
相比自己姊姊DoReMi初次成為見習生的脫線情況，寶寶對於魔法的天分極佳，第一次施放魔法和騎乘掃帚就相當成功，幾乎是可以跟音符並列的天才魔女見習生。
第一部因為都睡到叫不醒的關係，所以一次見習生測驗都沒有參加到，直到第二部開始靠著午休和早睡克服後，才穩定的參加見習生測驗，但直到第四部時才全部合格。
在所有魔女見習生中是唯一一位四部都沒有更換見習生服裝樣式的一位。
原本對自己會比姊姊DoReMi提早成為魔女而失去目標並感到迷惘，最後與魔法堂的「姊姊們」決議不成為魔女。
國中時識破了DoReMi重新成為魔女見習生的事情，但不願跟隨姊姊的腳步，成為了小說版唯一沒有恢復魔女見習生身分的一位。

## 人物

### 外表與個性
頭上有被稱作「雞翅膀」的招牌造型，頭髮顏色為比DoReMi更淡的粉紅色，眼睛為紅色。
對比自己冒失的姊姊DoReMi來說顯得聰明穩重不少，不但四歲就懂得使用吸塵器打掃，更可以一個人處理好魔法堂的生意，在成為魔女見習生之前就被魔女莉卡給注意到資質，並常用來跟冒失的DoReMi比較，相當看好她，甚至有時魔法堂其它見習生交代事情對她還比對DoReMi來的放心。
從成為見習生之前非常喜歡變成魔女青蛙的魔女莉卡 ，稱呼她為「小布丁」(ブニュちゃん)，這個稱呼直到系列作結束為止都沒有改變過，還曾花1000元把魔女莉卡買回家過。
睡相難看，且一旦睡著後便很難叫醒且力氣會變得很大，好幾次在睡夢中把前來叫醒她的主角三人打得鼻青臉腫，而第四部時這個壞習慣被小花給接續。
雖然看似能幹並瞧不起比自己無能的姊姊DoReMi，但很多事情其實都是由DoReMi先做過後，自己再往前修正，所以才有看起來很能幹的錯覺，在心靈最脆弱的時候都是DoReMi在關鍵時刻將其拉起，並述說自己過去的經驗來給予建議，所以實際上非常對DoReMi非常仰慕，有時也會想向DoReMi撒嬌，但礙於外界對自己的眼光所以不敢明說。
就讀小學前稱都是直呼DoReMi的名稱，直到上小學開始才稱呼DoReMi為姐姐。
與個性類似的音符相當合得來。
洞察力優秀，第一個發現到音符身上的護身符碎裂，但為時已晚。
在升上國中前仍常來魔法堂光顧，更曾威脅說若沒考上卡蓮女子學院就要到處宣傳魔法堂的魔法商品是騙人的。
對鋼琴非常有興趣，所以早期相當羨慕與忌妒會彈鋼琴的DoReMi，甚至認為是母親偏心不讓自己學，但經過DoReMi提到的過往經驗與實情後，終於鼓起勇氣向母親請求要學鋼琴，國中進入卡連女子學院之後鋼琴技巧已經變得相當專業。

### 朋友關係
相當受到同學的歡迎，在同學間類似領導者的存在，崇拜她的同學們更組成親衛隊保護她。
在小學時作為小奏鳴曲幼稚園畢業生的領導，與布里姆拉幼稚園畢業生的領導玉木艾莉卡為死對頭，類似早期DoReMi與玉木麗香的關係。
相當善良、有正義感，和DoReMi一樣絕不會對有困難的人見死不救或幸災樂禍。
與冤家公敬從幼稚園就一直同班到小學二年級，兩人如同DoReMi和小竹的關係般時常在鬥嘴，其後在公敬轉學前接受其告白，並在國中時到北海道再次與公敬相見。

### 其他
製作飾品的手藝與自己的姊姊DoReMi一樣奇差無比。
升上小學五年級後成為關老師班上的學生，穩重的個性和優秀的成績讓關老師對她相當放心，並以卡蓮女子學院音樂科為目標，甚至會主動找身為學姊的羽月幫忙補習。
曾和DoReMi一起不小心教導小桃子錯誤的成語用法，結果害小桃子被關老師叫去補習。
曾代替姊姊DoReMi變身成魔女紅戰士。
第三部時出場次數減少，主要是受到配音員石毛佐和放產假及老頭阿迪的聲優松尾銀三過世所影響。
最早期設定時的名稱是DoReMi（どれみ），且個性如同現在的DoReMi般笨拙，之後製作團隊把DoReMi這個名字換到其姊（主角）身上，促成了泡泡這個名稱的誕生。